# (37366) 2001 UZ157
2001 UZ157 (asteroide 37366) é um asteroide da cintura principal. Possui uma excentricidade de 0.08179730 e uma inclinação de 4.48173º.
Este asteroide foi descoberto no dia 23 de outubro de 2001 por LINEAR em Socorro.